# Juilliard School
Juilliard School (ofte kaldet Juilliard) er et "performance art" musikkonservatorium, grundlagt 1905. Juilliard ligger i Lincoln Center, New York, og udbyder undervisning i dans, drama og musik. Skolen bliver betragtet som en af de bedste skoler i verden inden for disse områder. Juilliard har plads til omkring 800 studerende.